# الطريق الأوروبي E69
الطريق الأوروبي E69 هو طريق من شبكة الطرق الأوروبية الدولية. يمتد بين أولدرفورد ورأس الشمال في شمال النرويج. طول الطريق 129 كم (80 ميل). يحتوي على خمسة أنفاق يبلغ مجموعها 15.5 كم (9.6 ميل).